# Switłana Matewuszewa
Switłana Matewuszewa (ukr. Світлана Валеріївна Матевушева, ur. 22 lipca 1981 w Sewastopolu) – ukraińska żeglarka sportowa, srebrna medalistka olimpijska z  Aten.
Zawody w 2004 były jej jedynymi igrzyskami olimpijskimi. Zajęła drugie miejsce w klasie Yngling. Załogę jachtu tworzyły również Hanna Kalinina i Rusłana Taran. 